# Kansaneläkelaitos
Kansaneläkelaitos (schwedisch Folkpensionsanstalten, abgekürzt Kela bzw. Fpa) ist die finnische Sozialversicherungsanstalt.
Ursprünglich als Pensionskasse gegründet, übernahm Kela im Laufe der Jahre immer mehr Aufgaben der Sozialversicherung und ist heute die wichtigste finnische Behörde zur Organisation des Wohlfahrtsstaats.

## Geschichte

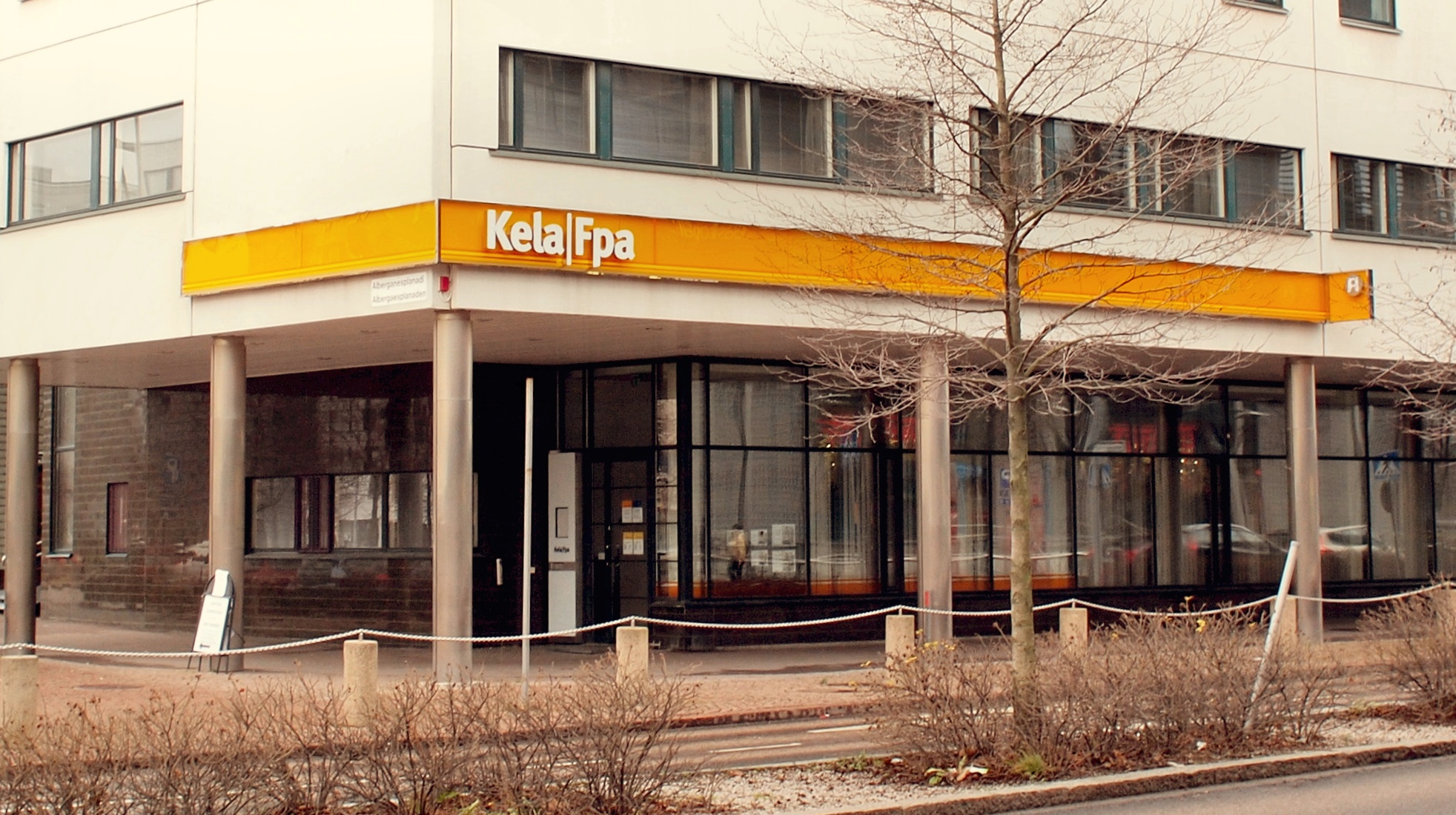
Kela-Filiale im Stadtteil Leppävaara in Espoo bei Helsinki

Kela wurde am 16. Dezember 1937 gegründet und war ursprünglich eine Pensionskasse. Ebenfalls von Anfang an wurde das Mutterschaftspaket (finnisch: Äitiyspakkaus) vergeben, zunächst an bedürftige Familien, ab 1949 an alle werdenden Mütter. Mit dem Krankenversicherungsgesetz von 1963 übernahm Kela ab 1964 auch eine ergänzende Krankenversicherung, seit den 1980er-Jahren wurde die Behörde für weitere Sozialleistungen zuständig, von denen manche später in eigene Behörden ausgegliedert wurden.
Kela organisierte und finanzierte von 2017 bis 2019 ein Experiment zum bedingungslosen Grundeinkommen, bei dem 2000 zufällig ausgewählte Arbeitslose für zwei Jahre monatlich 560 Euro erhielten, was allerdings auf andere Sozialleistungen angerechnet wurde.

## Generaldirektoren
- 1937–1944: Eero Rydman
- 1944–1945: Atte Arola
- 1946–1954: Eino E. Louhio
- 1954–1971: Vieno Sukselainen
- 1971–1993: Jaakko Pajula
- 1993–2000: Pekka Tuomisto
- 2000–2010: Jorma Huuhtanen
- 2010–2016: Liisa Hyssälä
- seit 2017: Elli Aaltonen